# Башинджагян, Евгений Артёмович
Евгений Артёмович Башинджагян (21 ноября 1924, Тифлис — 12 февраля 2021) — советский промышленный и государственный деятель. Заместитель Министра автомобильной промышленности СССР. Лауреат Государственной премии СССР.

## Биография
Родился 21 ноября 1924 года в Тифлисе, Грузия.
Учился в Тбилиси. Трудовую деятельность начал в 9-м классе тбилисской средней школы — работал на авиазаводе им. Димитрова, эвакуированного из Таганрога.
В 1945 году поступил в Грузинский политехнический институт, который окончил в 1950 году, после чего был направлен на Ярославский автозавод, в 1957 году стал главным инженером завода.
В 1965—1966 годах работал главным инженером — первым заместителем начальника Глававтодвигателя в Министерстве автомобильной промышленности СССР.
Приказом Министра автомобильной промышленности СССР № 156-к от 7 сентября 1966 года назначен главным инженером строящегося автомобильного завода в г. Тольятти. Затем работал техническим директором АвтоВАЗа.
С конца 1966 по 1968 год — руководитель делегации советских консультантов на ФИАТе. Непосредственно руководил пуском нулевой очереди завода, освоением первой и второй линий изготовления автомобилей.
В 1972 году перешёл на работу в Министерство автомобильной промышленности СССР — заместителем министра, а в 1977—1986 гг. работал первым заместителем министра автомобильной промышленности СССР.
Ушёл на пенсию в 1987 году и был приглашен в аналитический центр АВТОВАЗа, затем в московскую дирекцию ОАО «АВТОВАЗ».
Проживал в Москве. Скончался 12 февраля 2021 года.

## Награды
- Лауреат Государственной премии СССР за создание и внедрение комплексной системы организации производства, труда, управления и заработной платы (31 октября 1980 года).
- Награждён двумя орденами Ленина, орденами Октябрьской Революции и Трудового Красного Знамени, а также медалями.

## Память
- В 2000 году вышла в свет его книга воспоминаний «И ничего особенного».
- Автор книги «Трудный путь к „Жигулям“» (2006)[7][8].